# Kościół św. Marii Magdaleny w Gidlach
Kościół świętej Marii Magdaleny – rzymskokatolicki kościół filialny w Gidlach, należący do parafii Najświętszej Maryi Panny Bolesnej w Gidlach (dekanat Gidle archidiecezji częstochowskiej), najstarszy drewniany kościół w okolicy Częstochowy.

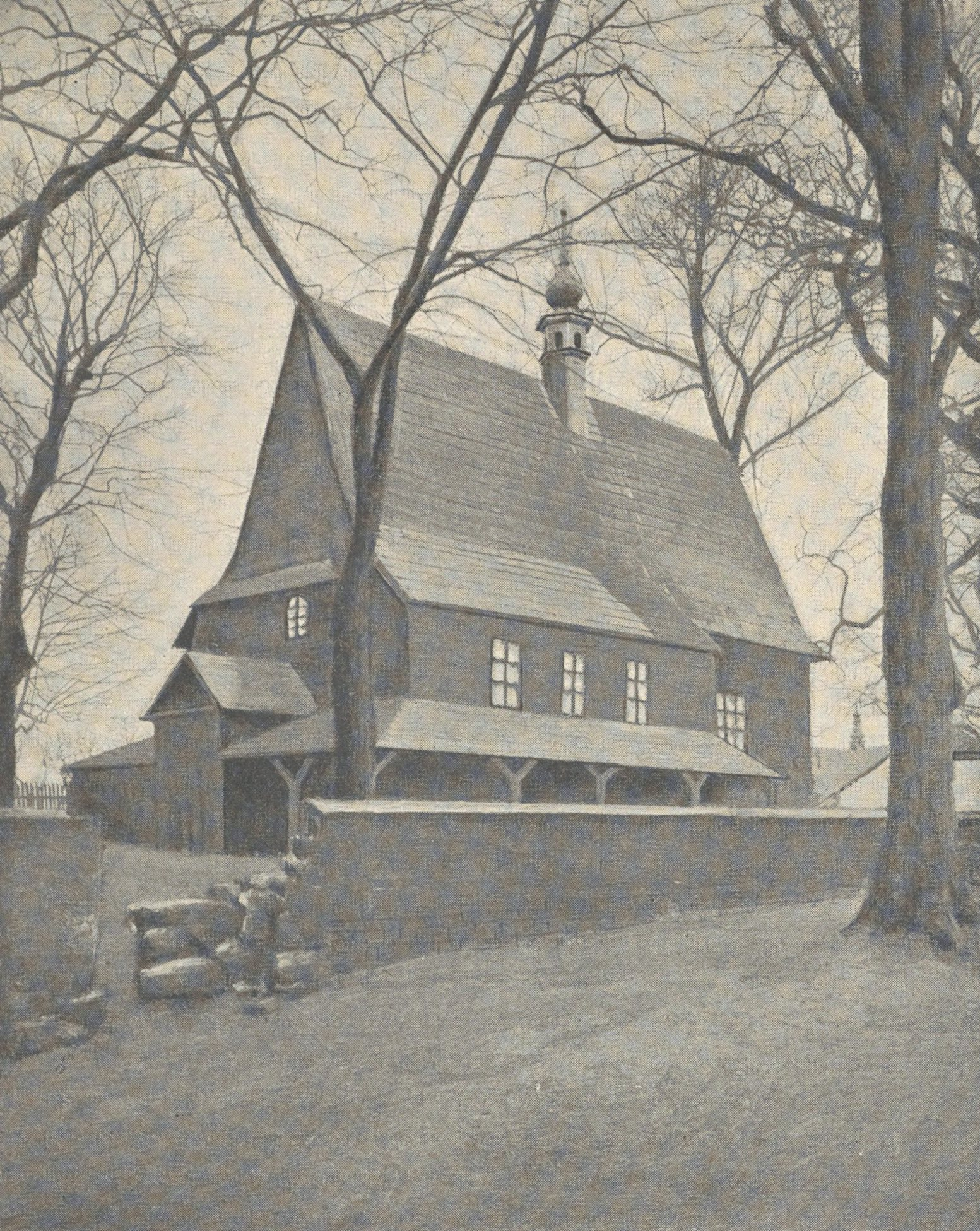
Widok kościoła przed 1908

Jest to świątynia wzniesiona na przełomie XV i XVI wieku. Przebudowana została w 1659 roku. Remontowana była w latach 1765–69 (wówczas dobudowano kruchtę. Zakrystia została dobudowana w 1848 roku. W 1921 roku i w latach 1973 – 77 kościół był restaurowany. Budowla została zaliczona do II grupy zabytków.
Świątynia jest drewniana, jednonawowa, posiada konstrukcję zrębową, oszalowana. Kościół jest orientowany. Do jego budowy użyto drewna modrzewiowego. Reprezentuje styl gotycki. Posiada mniejsze prezbiterium, w stosunku do nawy, zamknięte prostokątnie, z boku znajduje się zakrystia. Od frontu nawy jest umieszczona kruchta. Budowlę nakrywa stromy dach jednokalenicowy, pokryty gontem, na dachu znajduje się sześcioboczna wieżyczka na sygnaturkę. Jest ona zwieńczona blaszanym baniastym dachem hełmowym z latarnią. Nawa jest otoczona dookoła otwartymi sobotami, podpartymi słupami z mieczami. Ściany są pokryte gontem. Wnętrze nakryte jest płaskim stropem z zaskrzynieniami w nawie. Chór muzyczny posiada prostą linię parapetu. Ołtarz główny został wykonany w połowie XVII wieku. Dwa ołtarze boczne w stylu klasycystycznym pochodzą z połowy XIX wieku.
Obok kościoła na placu rośnie jeden z najstarszych w Polsce jaworów datowany na 1780 r. Posiada status pomnika przyrody od 1996 roku. Drzewo mierzy niemal 390 cm obwodu pnia i ponad 24 metry wysokości. W pobliżu jaworu rósł jeszcze po II Wojnie Światowej dąb o obwodzie tuż nad ziemią przekraczającym 14 metrów. Drzewo owo uschło ponieważ zbyt blisko interesowali się nim pielgrzymi, skubiąc i ogryzając korę. Uważano, że tak, jak cudowna lipa w Cielętnikach ma zbawienny wpływ na bolące zęby.

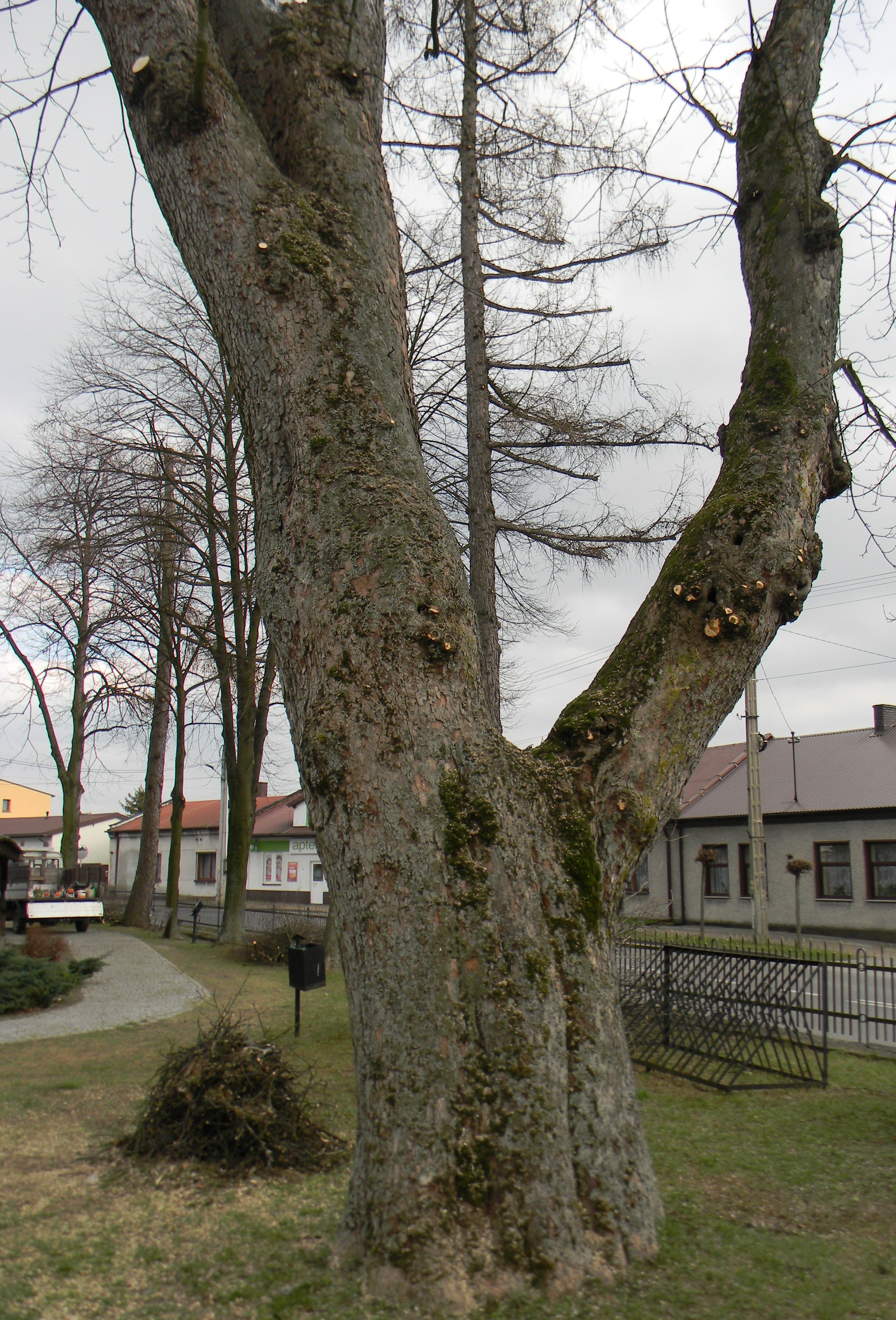
Pomnik przyrody - klon jawor z 1780 r.

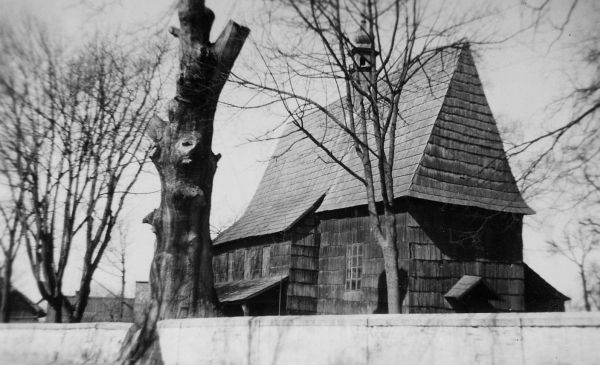
Kościół pw. św. Marii Magdaleny w 1939 r. Na pierwszym planie prastary nieistniejący już dąb, w tle z lewej zabytkowy jawor (obecnie pomnik przyrody)